# Масарик, Василий Степанович
Масарик Василий Степанович (19 февраля 1921 г., с. Хотов Киевской области — 1973 г., г. Киев) — украинский советский кинорежиссёр.

## Биография
Родился 19 февраля 1921 года в с. Хотов Киево-Святошинского района Киевской области (Украина) в рабочей семье. Умер в 1973 году в г. Киев.
Участник Великой Отечественной войны.
Окончил режиссёрский факультет Киевского государственного института театрального искусства имени И.Карпенко-Карого (1947).
Работал в театрах, директором кинокартин на Киевской киностудии научно-популярных фильмов, а с 1952 года — на киностудии им. А. Довженко.
Режиссёр по дублированию фильмов: «Урок истории», «Семья Ульяновых», «Судьба человека», «Красная площадь», «Мертвый сезон» и др.
Награждён орденом Красной Звезды, медалями.